# Daud
Daud (nep. दौड) – gaun wikas samiti w zachodniej części Nepalu w strefie Seti w dystrykcie Doti. Według nepalskiego spisu powszechnego z 2001 roku liczył on 1009 gospodarstw domowych i 5606 mieszkańców (2813 kobiet i 2793 mężczyzn).